# 高世えり子
高世 えり子（たかせ えりこ、1982年10月27日 -  ）は、日本の漫画家。神奈川県大和市出身。女性。血液型はAB型。

## 経歴
日本女子大学人間社会学部で比較文化を学ぶ。卒業後、不動産会社に勤めながら漫画家を目指していた。2007年、第31回プチコミックまんが大賞準入選。『人のヨメ見て我がフリ直す!?』で小学館よりデビュー。
主な作品に、作中では「N島くん」と呼ばれている会社で理工系の研究職を務める現在の夫との出会いから結婚までをつづったコミックエッセイ『理系クン』（2008年）、『理系クン 結婚できるかな?』（2009年）などがあり、この出版を機に、理系男子コメンテーターとしても引っ張りだこになる。
2010年3月3日に第1子の女児を出産。2013年9月には、第2子（男児）も出産している。2014年4月4日からは小学館のサイト・親子ページ「だっこ (DAKKO)」内で、子育て漫画「怒涛のにゅーじ☆ヨージ」を連載していた。
芳文社「超本当にあったまる生ここだけの話」で、「理系ごはん」を連載中。

## 人物
- 神奈川県在住。
- 下戸である。
- 幼少時より視力が悪く（強度の近視）、メガネを着用していた。現在はコンタクトレンズを使用している。回想シーンなどでは、自画像がメガネ姿で描かれている。
- 辛い食べ物は苦手。
- 成人向け漫画家の五藤加純、中森愛兄弟は叔父に当たる[4]。

## 著書
- 「理系クン」（2008年8月30日発行）ISBN 978-4-16-370510-1（文藝春秋）
  - 「理系クン 結婚できるかな?」（2009年4月15日発行）ISBN 978-4-16-371320-5（文藝春秋）
  - 「理系クン 夫婦できるかな?」（2012年6月15日発行）ISBN 978-4-16-375370-6（文藝春秋）
  - 「理系クン イクメンできるかな?」（2015年5月16日発行）ISBN 978-4-16-390262-3（文藝春秋）
  - 「理系クンの日々アップデート育児」（2019年10月25日発行）電子書籍（文藝春秋）
  - 「理系クンの日々ステイホーム育児」（2021年2月26日発行）電子書籍（文藝春秋）
- 「これからでも間に合う英会話コミックエッセイ 英語できるかな?」（2010年10月15日発行）ISBN 978-4-16-372610-6（文藝春秋）
- 「理系×ダイエット 〜甘くない現実直視マンガ〜」（2011年5月10日発行）ISBN 978-4-048-99224-4（角川グループパブリッシング）
- 共著 森川友義「マンガde恋愛学！」（2012年）ISBN 978-4-86410-174-5（飛鳥新社）
- 「知るほど異文化! タイのいちごは塩とうがらし味!?」（2013年10月15日発行）ISBN 978-4-8322-5237-0（芳文社）
- 「理系男子の“恋愛”トリセツ」（2015年11月21日発行）ISBN 978-4-7949-6897-5（晶文社）